# Dobronya
Dobronya (szlovákul: Dobrá Niva, németül: Döbring) község Szlovákiában, a Besztercebányai kerületben, a Zólyomi járásban.

## Fekvése
Zólyomtól 12 km-re délre fekszik.

## Története
Régészeti leletek tanúsága szerint a község területén már a kőkorszakban éltek emberek. A bronzkorban és a római korban is település állt a falu helyén.
A mai települést 1254-ben IV. Béla király oklevelében említik először, amikor a király a letelepülő német családoknak privilégiumokat biztosít. A későbbi oklevelekben a falu neve „Dobrona”, „Dobruna”, „Döbring”, „Dobronyva”, „Dobronivá” alakokban fordul elő. A falu kezdetben Dobronya várának szolgálófaluja volt. 1380-tól Szászpelsőc, majd 1523-tól Pelsőc uradalmának része. A 16. században többször pusztította a török, 1606-ban Bocskai hadai vertek itt tanyát. 1626-tól az Eszterházy család a birtokosa. 1637-ben leégett a település. 1682-ben Thököly kurucai táboroztak itt. 1747-ben, 1749-ben és 1769-ben tűzvészek pusztítottak.
A 18. század végén Vályi András így ír róla: „DOBRONYIVA. Tót mező Város Zólyom Vármegyében, földes Ura Gróf Eszterházy Uraság, lakosai katolikusok, és evangelikusok, II. LAJOS e’ Várat Verbőtzy nevezetes törvény túdónak ajándékozta vala; határbéli földgyének egy harmad része sovanyas, és nehezebben miveltetik, réttyét pedig néha a’ víz járja; de mivel a’ Királyi Tábla által nevezetes jövedelmet nyert, azon felűl határja nagy, és legelője, fája elegendő, keresetre is módgya van, Selmetzre való fa hordással, és másféle fuharozással, a’ községnek öt kaszás alá való réttyei is van, második Osztálybéli.”
Fényes Elek 1851-ben kiadott geográfiai szótárában így ír a településről: „Dobronyiva, Zólyom m. tót mváros, a pesti országutban: 113 k., 1039 evang. lak. Kath. és evang. anyatemplom. Földe sovány, de rétje, legelője, erdeje hasznos. Északra láthatni a régi Dobravárának maradványait. F. u. a kamara. Ut. p. Selmecz.”
A trianoni diktátumig Zólyom vármegye Zólyomi járásához tartozott.

## Népessége
| Év:            | 1994. | 2004.   | 2014.   | 2024.   |
| -------------- | ----- | ------- | ------- | ------- |
| Emberek száma: | 1755  | 1796    | 1860    | 1822    |
| Eltérés:       |       | +2,33 % | +3,56 % | -2,04 % |

| Év:            | 2023. | 2024.   |
| -------------- | ----- | ------- |
| Emberek száma: | 1852  | 1822    |
| Eltérés:       |       | -1,61 % |

1910-ben 1819 lakosából 1763 szlovák, 26 német, 9 német és 21 egyéb anyanyelvű volt.
2001-ben 1728 lakosából 1704 szlovák volt.
2011-ben 1859 lakosából 1766 szlovák volt.

## Neves személyek
- Itt született Juraj Slávik (1890–1969) politikus, diplomata, költő, műfordító.
- Itt élt Werbőczy István (1458–1541) magyar jogtudós, királyi ítélőmester, királyi személynök, Magyarország nádora, a Tripartitum (Hármaskönyv) című törvénykönyv megalkotója. Dobronya Frangepán Isota hozománya volt, s ezt cserélték el.
- Itt szolgált Szobi Mihály (?-1527) magyar köznemes, a mohácsi vész előtti köznemesi frakciók tagja.

## Nevezetességei

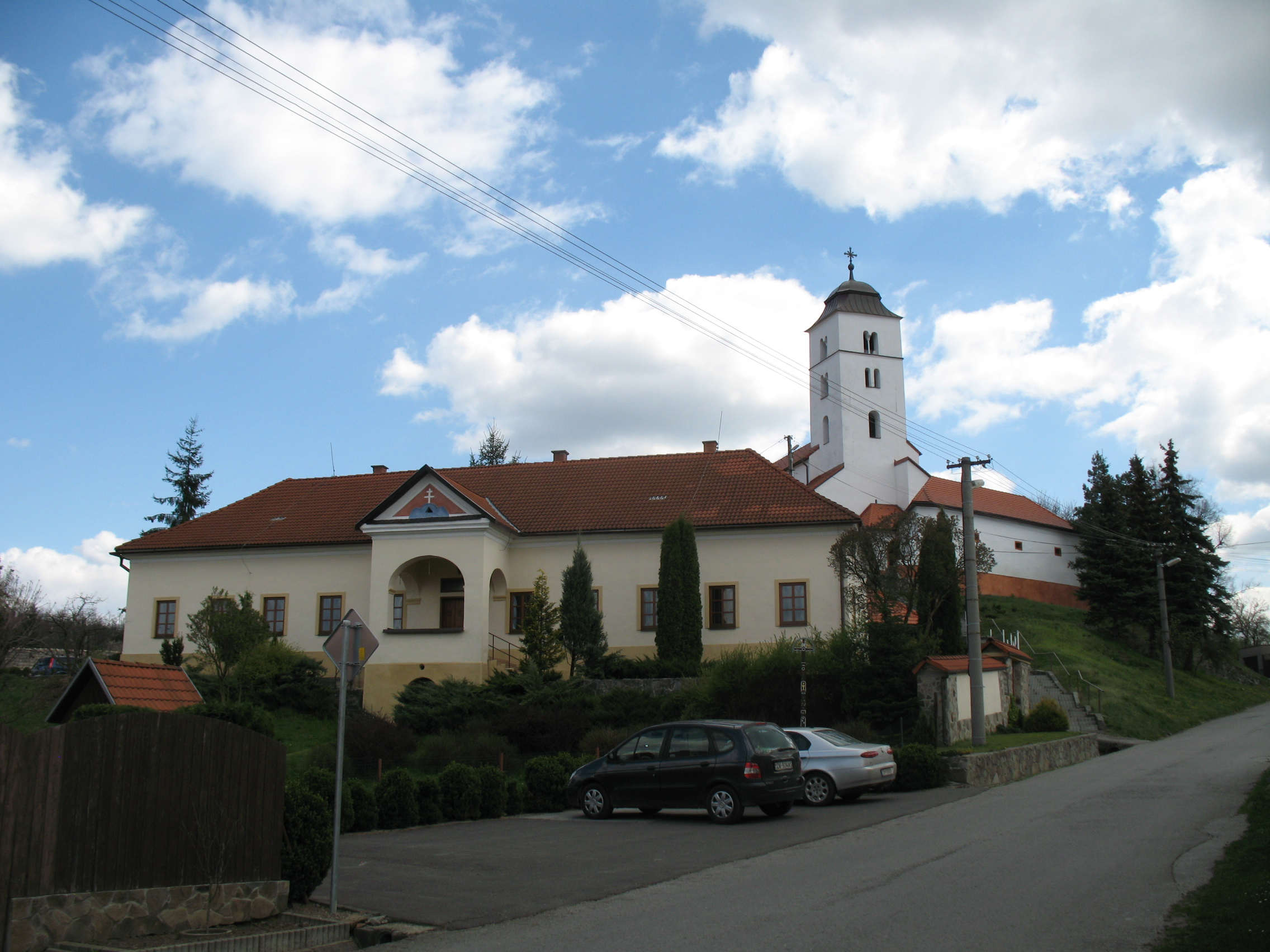
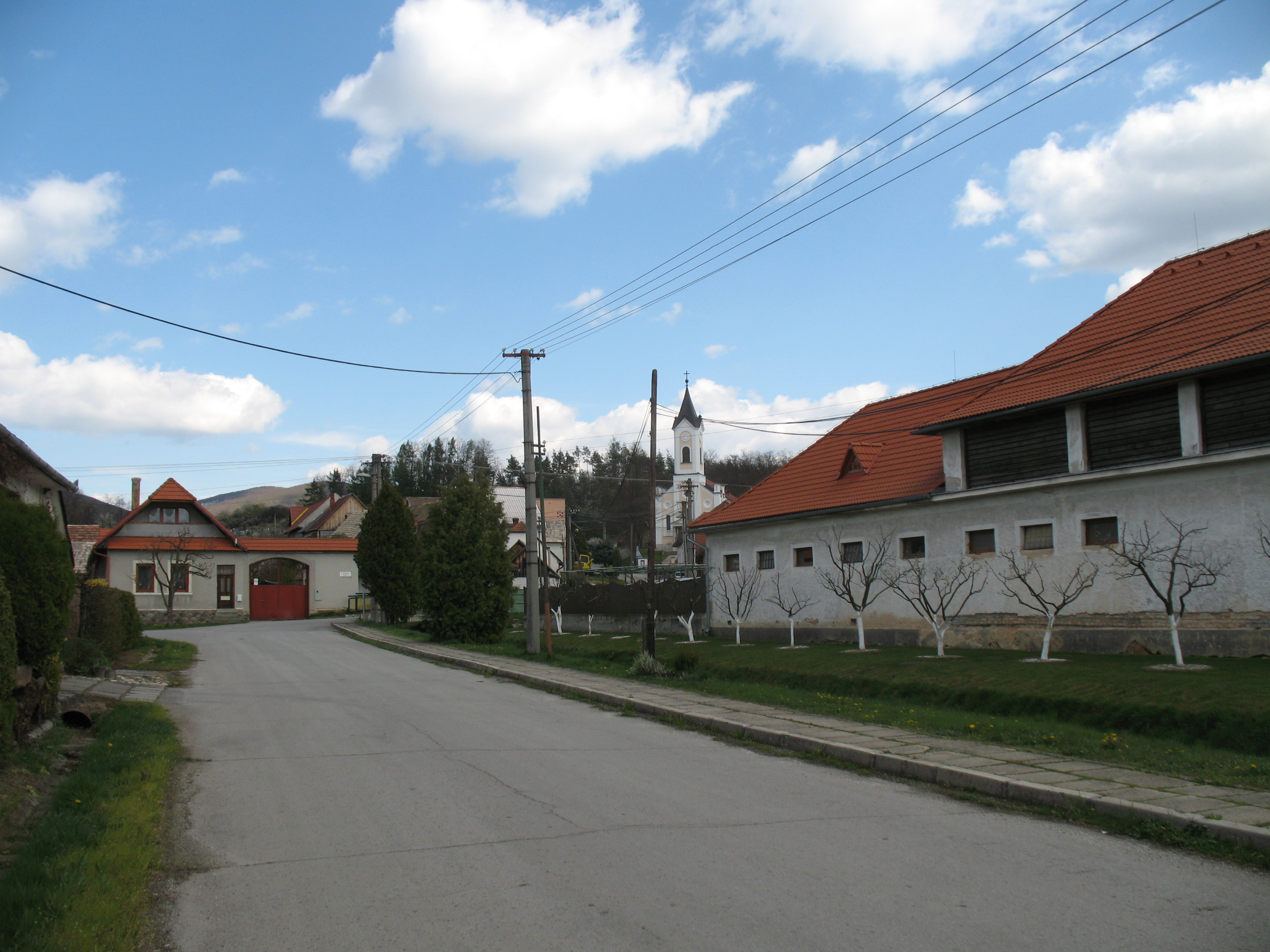
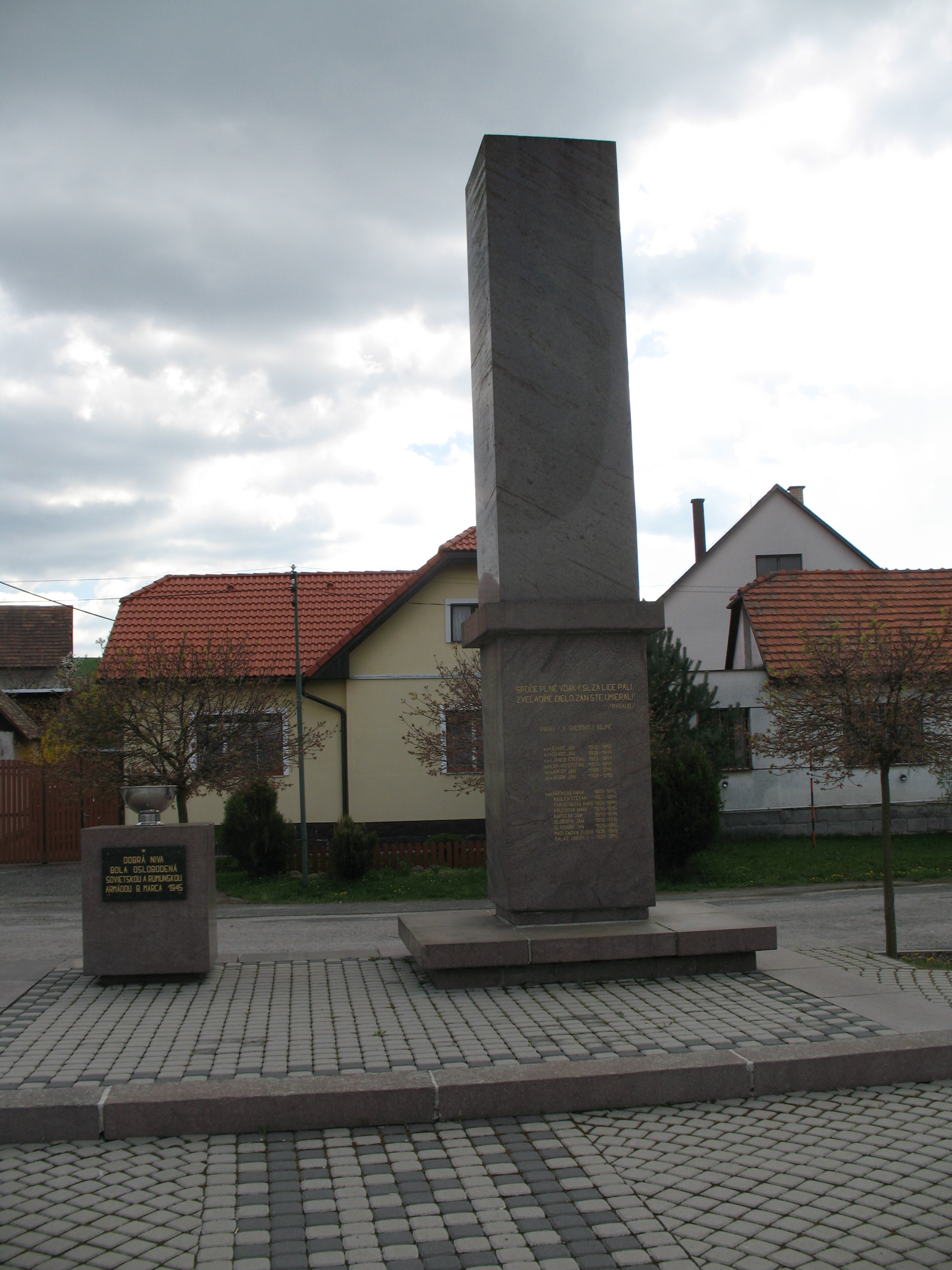